# NGC 6878
NGC 6878 est une vaste galaxie spirale située dans la constellation du Sagittaire. Sa vitesse par rapport au fond diffus cosmologique est de 4 395 ± 27 km/s, ce qui correspond à une distance de Hubble de 64,8 ± 4,6 Mpc (∼211 millions d'al). NGC 6878 a été découverte par l'astronome britannique John Herschel en 1834.
Les avis diffèrent sur la classification de NGC 6878, spirale barrée selon  Wolfgang Steinicke et le professeur Seligman, spirale ordinaire selon la base de données NASA/IPAC et spirale intermédiaire selon la base de données HyperLeda. La qualité médiocre de l'image obtenue du relevé DSS ne permet pas de choisir parmi ces options.
La classe de luminosité de NGC 6878 est II.